# Ixtacahuatla
Ixtacahuatla är en ort i Mexiko.   Den ligger i kommunen Acultzingo och delstaten Veracruz, i den sydöstra delen av landet, 210 km öster om huvudstaden Mexico City. Ixtacahuatla ligger 2 194 meter över havet och antalet invånare är 131.
Terrängen runt Ixtacahuatla är kuperad åt sydost, men åt nordväst är den bergig. Terrängen runt Ixtacahuatla sluttar norrut. Runt Ixtacahuatla är det ganska tätbefolkat, med 120 invånare per kvadratkilometer. Närmaste större samhälle är Orizaba, 19,1 km nordost om Ixtacahuatla. I omgivningarna runt Ixtacahuatla växer i huvudsak blandskog.